# Mats Eskils
Mats Eskils, född 1953, är en svensk silversmed.
Mats Eskils har innehaft egen verkstad i Stockholm sedan 1980. Han har arbetat med ett humoristiskt och lekfullt förhållningssätt till form och material. Han har skapat smycken med rörliga delar och arbetat med ovanliga kombinationer som betong och diamanter. Bland andra av hans verk märks en kanna utformad som ett flygplan.